# Lacul Sasicul Mic
Lacul Sasicul Mic (în ucraineană Малий Сасик) este un liman sărat format pe malul Mării Negre, în sudul Basarabiei. Suprafața lacului se află pe teritoriul Raionului Tatarbunar, la sud-vest de Lacul Șagani. 
Bazinul lacului este de formă alungită. Suprafața sa este de 2.36 km². Lacul se află pe malul Mării Negre, de care este separat printr-o barieră îngustă de nisip. De-a lungul litoralului, Sasicul Mic este situat între lacul Șagani (la nord-est) și lacul Djantșai (la sud-vest). Pe malul sud-vestic se află stațiunea Raseika (în ucraineană Рассейка).
Lacul Sasicul Mic face parte din Parcul Natural Național "Limanele Tuzlei". 